# Дамрот, Константы
Константы Дамрот (пол. Konstanty Damrot, нем. Constantin Damroth, псевдоним Czesław Lubiński, 13 сентября 1841 г., Люблинце — 5 марта 1895, Пильховице близ города Гливице) — силезский польский католический священник, поэт и писатель.

## Биография
Родился в многодетной крестьянской семье в Люблинце, отец — Константы Дамрот, мать — Каролина из дома Юттнер. Образованием занимался родственник, ксёндз Юлиуш Юттнер, который отправил его в интернат при католической учительской семинарии в селе Парадиз (современное Госциково). В 1862 году получил аттестат зрелости в гимназии в Ополе, поступил на Философский факультет Вроцлавского университета. Во время учёбы был активным членом Литературно-славянского общества и Кружка верхнесилезцев, который преобразовал в Общество польских верхнесилезцев. В 1864 году перешел на Теологический факультет, однако вскоре был призван в армию. Принимал участие в датско-прусской войне.
В 1867 году принял сан священника и стал викарием в Ополе. В 1870 году переехал в Косьцежину в Померании, где в течение тринадцати лет служил директором Католической учительской семинарии. В 1884 году вернулся в Верхнюю Силезию, работал на посту директора Учительской семинарии в Ополе, участвовал в деятельности Союза опольской интеллигенции Philomatia.
Дружил с Каролем Мяркой — старшим. В 1891 году вышел на пенсию, жил в селе Пильховице, умер там же.

## Творчество
Публиковал произведения под псевдонимом «Чеслав Любиньский», благодаря чему избежал преследования со стороны прусских властей. Книга Szkice z ziemi i historii Prus Królewskich, изданная в Гданьске в 1886 году, вызвала реакцию цензуры. Поскольку автора определить не удалось, в тюрьму за «высмеивание протестантской церкви, оскорбление округа и разжигание межплеменной ненависти» был посажен издатель. Весь тираж был конфискован.
Стихи Дамрота печатали в календарях и журналах, в том числе Chata, Dziennik Chicagoski и Pielgrzym. Написал популярную патриотическую песню Długo nasz Śląsk ukochany… которую пели на мелодию польского национального гимна, а также направленные против Бисмарка фрашки Przemoc i prawo.

## Произведения

### Поэтические сборники
- Konstanty Damrot. Wianek z Górnego Śląska. — Chełmno: wyd. Ignacy Danielewski, 1867.
- Konstanty Damrot. Z podróży. — 1867.
- Двухтомник патриотических стихов Z niwy ślązkiej: wiersze Czesława Lubińskiego. — Bytom: Katolik. и позднейшие переиздания.

### Религия
- Konstanty Damroth. Opis Ziemi Świętej: do użytku szkólnego i prywatnego. — Gdańsk: H. F. Boenig, 1873.
- Konstanty Damroth. Obrazki misyjne z wszystkich krajów i wieków. — Gdańsk: H. F. Boenig, 1873.
- Konstanty Damrot. Dzieje Starego i Nowego Testamentu. — 1876. и позднейшие переиздания
- Konstanty Damrot. Prosty wykład dziejów Starego i Nowego Testamentu: katechetom, nauczycielom i rodzicom chrześciańskim ofiaruje K. Damroth. — Pelplin, S. Roman, 1876.

### История
- Szkice z ziemi i historyi Prus Królewskich: listy z podróży odbytej przez Czesława Lubińskiego. — 1886.
- Die älteren Ortsnamen Schlesiens, ihre Entstehung und Bedeutung: mit einem Anhange über d. schles.-polonischen Personennamen: Beiträge zur schlesischen Geschichte u. Volkskunde. — Beuthen: O.-S.: F. Kasprzyk (Beuthen O.-S.: Druk. Katolika), 1896.

## Память
Именем Дамрота названы начальные школы в Любецке близ Люблинца и в городе Руда-Слёнска, а также улицы в городах Бельско-Бяла, Бытом, Хожув, Гливице, Глогувек, Калеты, Катовице, Кендзежин-Козле, Ключборк, Люблинец, Миколув, Мысловице, Ныса, Ополе, Пекары-Слёнске, Прудник, Пщина, Радлин, Руда-Слёнска, Рыбник, Семяновице-Слёнске, Тыхы, Вроцлав, Забже и Звоновице.